# Erythmelus miridiphagus
Erythmelus miridiphagus är en stekelart som beskrevs av Dozier 1937. Erythmelus miridiphagus ingår i släktet Erythmelus och familjen dvärgsteklar. Inga underarter finns listade i Catalogue of Life.